# News Is Made at Night
News Is Made at Night is een Amerikaanse filmkomedie uit 1939 onder regie van Alfred L. Werker.

## Verhaal
De journalist Steve Drum gaat zelf nieuws maken om de oplage van zijn krant te doen stijgen. Hij zet in zijn krant een campagne op touw om een veroordeelde man vrij te laten. Bovendien beschuldigt hij een rijke ex-crimineel openlijk van een reeks moorden.

## Rolverdeling
| Acteur          | Personage          |
| --------------- | ------------------ |
| Preston Foster  | Steve Drum         |
| Lynn Bari       | Maxine Thomas      |
| Russell Gleason | Albert Hockman     |
| George Barbier  | Clanahan           |
| Eddie Collins   | Billiard           |
| Minor Watson    | Charles Coulton    |
| Charles Halton  | Elmer Hinge        |
| Paul Harvey     | Inspecteur Melrose |
| Richard Lane    | Barney Basely      |
| Charles Lane    | Rufe Reynolds      |
| Betty Compson   | Kitty Truman       |
| Paul Fix        | Joe Luddy          |
| Paul Guilfoyle  | Bat Randall        |